# Serena (Pokémon)
Serena (セレナ; Serena) kitalált szereplő, a Pokémon anime ötödik, XY című sorozatának egyik főszereplője.

## Koncepció és alkotás
A karaktert Szugimori Ken és Nisida Acuko tervezte a videojátékos verzióhoz. Míg az anime- és filmváltozatot Hirooka Tosihito, a mangához pedig Jamamoto Szatosi tervezte.

### Megszemélyesítői
Az animében a japán hangját Makigucsi Majuki, míg angol hangját Haven Burton-Paschall alakította.